# Wolfgang Windgassen
Wolfgang Windgassen (Annemasse, 26 giugno 1914 – Stoccarda, 8 settembre 1974) è stato un tenore tedesco.

## Biografia
Cantò nel 1941 a Pforzheim, passando nel 1945 all'Opera di Stoccarda, dove rimase fino al 1972.
Si esibì con frequenza soprattutto a Bayreuth come interprete degli eroi wagneriani, ma il suo repertorio comprende anche opere di Gluck, Weber, Puccini, Strauß, Hindemith.
Con una voce di suadente metallo ben timbrato, di ampia duttilità di emissione e di finissima sensibilità, raggiunse esiti suggestivi anche nei vigorosi passaggi drammatici. Secondo il critico Elvio Giudici, la sua massima prova la diede nella Tetralogia diretta da Georg Solti, interpretando il ruolo di Siegfried.
Dominò letteralmente la scena di Bayreuth dal 1951 (anno del suo debutto) al 1970, ricoprendo tutti i principali eroi wagneriani.
Nel 1953 è Siegfried per la prima volta, ruolo che, reinventato dalle ceneri delle muscolari interpretazioni dei suoi predecessori (Max Lorenz, Lauritz Melchior), diventerà suo fino al ritiro. È con Windgassen che il personaggio, da facilone eroe roboante qual era, si ammanta di sensibilità e candore giovanili, profondità psicologica e melanconia. Interpretazione sul cui solco si inseriranno buona parte dei principali cantanti wagneriani del futuro (René Kollo e soprattutto Siegfried Jerusalem). È il senso della cd Neue Bayreuth.
Sue partner femminili nei ruoli da protagonista saranno soprattutto Martha Mödl (Kundry e Brünnhilde) e Astrid Varnay (la Brünnhilde di una generazione) prima, Birgit Nilsson (Brünnhilde e Isolde) poi.
Windgassen è tendenzialmente riconosciuto il più importante tenore wagneriano del dopoguerra e, in generale, tra i più grandi di tutti i tempi per voce, capacità interpretativa e recitazione.
Karl Böhm (col quale realizzò alcune delle sue più significative registrazioni, vedi discografia) disse: 
Poco conosciuta, ma estremamente efficace e suggestiva è la sua unica interpretazione di Otello (cantato in tedesco).

## Repertorio
| Ruolo                  | Titolo                         | Autore           |
| ---------------------- | ------------------------------ | ---------------- |
| Florestan              | Fidelio                        | Beethoven        |
| Don José               | Carmen                         | Bizet            |
| Pelléas                | Pelléas et Mélisande           | Debussy          |
| Hans Schwalb           | Mathis der Maler               | Hindemith        |
| Canio                  | Pagliacci                      | Leoncavallo      |
| Turiddu                | Cavalleria rusticana           | Mascagni         |
| Tamino                 | Die Zauberflöte                | Mozart           |
| Hoffmann               | Les contes d'Hoffmann          | Offenbach        |
| Bernardo Novagerio     | Palestrina                     | Pfitzner         |
| Rodolfo                | La bohème                      | Puccini          |
| Mario Cavaradossi      | Tosca                          | Puccini          |
| B.F. Pinkerton         | Madama Butterfly               | Puccini          |
| Gabriel von Eisenstein | Die Fledermaus                 | Strauss, Johann  |
| Aegisth                | Elektra                        | Strauss, Richard |
| Der Kaiser             | Die Frau ohne Schatten         | Strauss, Richard |
| Duca di Mantova        | Rigoletto                      | Verdi            |
| Alfredo Germont        | La traviata                    | Verdi            |
| Riccardo               | Un ballo in maschera           | Verdi            |
| Don Alvaro             | La forza del destino           | Verdi            |
| Radamès                | Aida                           | Verdi            |
| Otello                 | Otello                         | Verdi            |
| Cola Rienzi            | Rienzi                         | Wagner           |
| Erik                   | Der Fliegende Holländer        | Wagner           |
| Tannhäuser             | Tannhäuser                     | Wagner           |
| Lohengrin              | Lohengrin                      | Wagner           |
| Froh Loge              | Das Rheingold                  | Wagner           |
| Siegmund               | Die Walküre                    | Wagner           |
| Siegfried              | Siegfried                      | Wagner           |
| Siegfried              | Götterdämmerung                | Wagner           |
| Tristan                | Tristan und Isolde             | Wagner           |
| Walther von Stolzing   | Die Meistersinger von Nürnberg | Wagner           |
| Parsifal               | Parsifal                       | Wagner           |
| Adolar                 | Euryanthe                      | Weber            |
| Max                    | Der Freischütz                 | Weber            |

## Discografia ragionata
- Wagner, L'anello del Nibelungo - Solti/WPO/Nilsson/Windgassen (Sigfrido ed Il crepuscolo degli dei), 1962/1984 Decca - Grammy Hall of Fame Award 1998
- Rienzi, nel ruolo omonimo (Matačić 1957)
- L'olandese volante, nel ruolo di Erik (Knappertsbusch 1955)
- Lohengrin, nel ruolo omonimo (Keilberth 1953 e Jochum 1954)
- Tannhäuser, nel ruolo omonimo (Cluytens 1955, Sawallisch 1962, Gerdes 1970)
- L'oro del Reno, nel ruolo di Loge (Furtwängler 1953 e Böhm 1966)
- La valchiria, nel ruolo di Siegmund (Furtwängler 1953 e Knappertsbusch 1956)
- Sigfrido, nel ruolo omonimo (Keilberth 1953, Krauss 1953, Keilberth 1955, Solti 1962 e Böhm 1966)
- Il crepuscolo degli dei, nel ruolo di Siegfried (Keilberth 1953, Krauss 1953, Keilberth 1955, Solti 1964 e Böhm 1967)
- Tristano e Isotta, nel ruolo di Tristan (Böhm/Nilsson/Windgassen/Heater 1966) Deutsche Grammophon
- I maestri cantori di Norimberga, nel ruolo di Walther (Cluytens 1956 e Knappertsbusch 1960)
- Parsifal, nel ruolo omonimo (Knappertsbusch 1951, 1952, 1954 e 1963)

In ruoli non wagneriani:
- Pelléas et Mélisande, nel ruolo di Pelléas (Wetzelsberger 1948)
- Fidelio, nel ruolo di Florestan (Furtwängler 1953)
- Euryanthe, nel ruolo di Adolar (Leitner 1954)
- Otello, nel ruolo omonimo (Quadri 1965)
- Il pipistrello - Böhm/Janowitz/Windgassen/WPO, 1971 Deutsche Grammophon